# Jamila Sodiqjonova
Jamila Sodiqjonova (russisch Джамиля Содикжонова; engl. Transkription Jamilya Sadykzhanova; * 4. Dezember 1996) ist eine ehemalige usbekische Tennisspielerin.

## Karriere
Sodiqjonova begann mit neun Jahren das Tennisspielen und bevorzugte Hartplätze. Sie spielte vorrangig Turniere der ITF Women’s World Tennis Tour, konnte aber keinen Titel gewinnen.
Bei den meisten ITF-Turnieren spielte sie die Qualifikation und erreichte zeitweise die erste Runde des Hauptfelds. Ihr bestes Ergebnis waren drei Zweitrundenteilnahmen im Einzel und zwei Viertelfinal-Teilnahmen im Doppel.